# Tordis
Tordis ist ein weiblicher Vorname.

## Herkunft und Bedeutung
Der Name wird vor allem im Norwegischen, Schwedischen und Dänischen verwendet und ist eine moderne Variante von Þórdís.

## Bekannte Namensträgerinnen
- Tordis Maurstad (1901–1997), norwegische Film- und Theaterschauspielerin